# Inca de Oro
Pour le téléfilm français, voir Inca de Oro (téléfilm).
 (mars 2025).
Inca de Oro est un village du Chili et une mine contenant d'importantes réserves de cuivre.

## Culture
Le réalisateur Patrick Grandperret a réalisé un téléfilm pour Arte qui se déroule dans la ville et s'intitule Inca de Oro.